# گرهارد اولشفسکی
گرهارد اولشفسکی (انگلیسی: Gerhard Olschewski؛ زادهٔ ۳۰ مهٔ ۱۹۴۲) هنرپیشه اهل آلمان است.
وی همچنین برندهٔ جوایزی همچون خرس نقره‌ای برای بهترین بازیگر مرد شده‌است.